# Zbyszko Company
Zbyszko – polska firma produkująca napoje i wody mineralne, z siedzibą w Radomiu działająca na rynku od 1994 r. 
Zakład w Radomiu może produkować w technologii Ultra Clean i Aseptic 150 tys. litrów napojów na godzinę, a fabryka w Białobrzegach 70 tys. l/godz. 
Najbardziej znanymi produktami firmy są napoje 3 Owoce (np. 3 Cytryny) oraz woda mineralna z serii Veroni Mineral.

## Produkty
Firma produkuje m.in.  następujące napoje:
- 3 Owoce – seria napojów gazowanych i niegazowanych, między innymi 3 Cytryny
- Veroni Mineral – woda mineralna
- Polo Cockta – napój typu cola
- ROKO – napój owocowy skierowany do młodzieży
- ROKO IRON – napój energetyzujący